# Trofeo Laigueglia 2015
La 52e édition du Trofeo Laigueglia a eu lieu le 19 février 2015. La course fait partie du calendrier UCI Europe Tour 2015 en catégorie 1.HC.
L'épreuve a été remportée lors d'un sprint d'une vingtaine de coureurs par l'Italien Davide Cimolai (Lampre-Merida) qui s'impose devant son compatriote Francesco Gavazzi (Southeast) et le Russe Alexey Tsatevitch (Katusha).

## Présentation

### Équipes
Classé en catégorie 1.HC de l'UCI Europe Tour, le Trofeo Laigueglia est par conséquent ouvert aux WorldTeams dans la limite de 50 % des équipes participantes, aux équipes continentales professionnelles, aux équipes continentales italiennes et à une équipe nationale italienne.
Vingt équipes participent à ce Trofeo Laigueglia - cinq WorldTeams, neuf équipes continentales professionnelles, cinq équipes continentales et une équipe nationale :
| UCI WorldTeams    | UCI WorldTeams | UCI WorldTeams |
| Nom de l'équipe   | Pays           | Code           |
| ----------------- | -------------- | -------------- |
| AG2R La Mondiale  | France         | ALM            |
| BMC Racing        | États-Unis     | BMC            |
| Cannondale-Garmin | États-Unis     | TCG            |
| Katusha           | Russie         | KAT            |
| Lampre-Merida     | Italie         | LAM            |

| Équipes continentales professionnelles | Équipes continentales professionnelles | Équipes continentales professionnelles |
| Nom de l'équipe                        | Pays                                   | Code                                   |
| -------------------------------------- | -------------------------------------- | -------------------------------------- |
| Androni Giocattoli                     | Italie                                 | AND                                    |
| Bardiani CSF                           | Italie                                 | BAR                                    |
| Bretagne-Séché Environnement           | France                                 | BSE                                    |
| Colombia                               | Colombie                               | COL                                    |
| Cult Energy                            | Danemark                               | CLT                                    |
| Europcar                               | France                                 | EUC                                    |
| Nippo-Vini Fantini                     | Italie                                 | NIP                                    |
| Novo Nordisk                           | États-Unis                             | TNN                                    |
| Southeast                              | Italie                                 | STH                                    |

| Équipes continentales | Équipes continentales | Équipes continentales |
| Nom de l'équipe       | Pays                  | Code                  |
| --------------------- | --------------------- | --------------------- |
| D'Amico Bottecchia    | Italie                | AZT                   |
| GM                    | Italie                | GMC                   |
| Idea 2010 ASD         | Italie                | IDE                   |
| MG.Kvis-Vega          | Italie                | VHS                   |
| Unieuro Wilier        | Italie                | UNI                   |

| Équipe nationale          | Équipe nationale | Équipe nationale |
| Nom de l'équipe           | Pays             | Code             |
| ------------------------- | ---------------- | ---------------- |
| Équipe nationale d'Italie | Italie           | ITA              |

### Règlement de la course

#### Primes
Les vingt prix sont attribués suivant le barème de l'UCI,. Le total général des prix distribués est de 18 800 €.
| Position | 1er     | 2e      | 3e      | 4e    | 5e    | 6e    | 7e    | 8e    | 9e    | 10e à 20e |
| Prix     | 7 515 € | 3 760 € | 1 875 € | 935 € | 745 € | 565 € | 565 € | 375 € | 375 € | 190 €     |

## Classements

### Classement final
| Classement final | Classement final  | Classement final | Classement final          | Classement final   |
|                  | Coureur           | Pays             | Équipe                    | Temps              |
| ---------------- | ----------------- | ---------------- | ------------------------- | ------------------ |
| 1er              | Davide Cimolai    | Italie           | Lampre-Merida             | en 4 h 53 min 47 s |
| 2e               | Francesco Gavazzi | Italie           | Southeast                 | m.t                |
| 3e               | Alexey Tsatevitch | Russie           | Katusha                   | m.t                |
| 4e               | Matteo Montaguti  | Italie           | AG2R La Mondiale          | m.t                |
| 5e               | Fabio Felline     | Italie           | Équipe nationale d'Italie | m.t                |
| 6e               | Angélo Tulik      | France           | Europcar                  | m.t                |
| 7e               | Brent Bookwalter  | États-Unis       | BMC Racing                | m.t                |
| 8e               | Rasmus Guldhammer | Danemark         | Cult Energy               | m.t                |
| 9e               | Simone Petilli    | Italie           | Unieuro Wilier            | m.t                |
| 10e              | Javier Mejías     | Espagne          | Novo Nordisk              | m.t                |
| modifier         |                   |                  |                           |                    |

### UCI Europe Tour
Ce Trofeo Laigueglia attribue des points pour l'UCI Europe Tour 2015, par équipes seulement aux coureurs des équipes continentales professionnelles et continentales, individuellement à tous les coureurs sauf ceux faisant partie d'une équipe ayant un label WorldTeam.
| Position,          | 1er | 2e | 3e | 4e | 5e | 6e | 7e | 8e | 9e | 10e | 11e | 12e | 13e | 14e | 15e |
| Classement général | 100 | 70 | 40 | 30 | 25 | 20 | 15 | 10 | 9  | 8   | 7   | 6   | 5   | 4   | 3   |

| Cycliste          | Équipe                       | Points |
| ----------------- | ---------------------------- | ------ |
| Francesco Gavazzi | Southeast                    | 70     |
| Angélo Tulik      | Europcar                     | 20     |
| Rasmus Guldhammer | Cult Energy                  | 10     |
| Simone Petilli    | Unieuro Wilier               | 9      |
| Javier Mejías     | Novo Nordisk                 | 8      |
| Jonathan Hivert   | Bretagne-Séché Environnement | 7      |
| Mauro Finetto     | Southeast                    | 5      |
| Franco Pellizotti | Androni Giocattoli           | 4      |
| Linus Gerdemann   | Cult Energy                  | 3      |

## Liste des participants
- Liste de départ complète

| Légende | Légende                                                                    | Légende | Légende                                                    |
| ------- | -------------------------------------------------------------------------- | ------- | ---------------------------------------------------------- |
| Num     | Dossard de départ porté par le coureur sur ce Trofeo Laigueglia            | Pos     | Position à l'arrivée de la course                          |
|         | Indique un maillot de champion national ou mondial, suivi de sa spécialité | NP      | Indique un coureur qui n'a pas pris le départ de la course |
| AB      | Indique un coureur qui n'a pas terminé la course                           | HD      | Indique un coureur qui a terminé la course hors des délais |